# 비밥 (음악 그룹)
비밥은 대한민국의 음악 그룹이다. 2013년 싱글 앨범 <MAEM MAEM>으로 데뷔했다.

## 음반
- 해운대 연인들 OST Part 2 (2012)
- MAEM MAEM (2013)
- 예쁜남자 OST Part 1 (2013)
- Between Calm And Passion (2014)
- Special Day (2014)

## 공연
- 러브 락 콘서트 (2014)
- 비밥 콘서트 - 부산 (2014)
- 비밥 콘서트 (2014)